# 404. п. н. е.

## Догађаји
- Артаксеркс II је постао Персијски цар.
- Филски устанак